# Валарін
Валарін (англ. Valarin) — в легендаріумі Дж. Р. Р. Толкіна так називається говірка Валар та Майар, що є найдавнішою мовою Арди. Ця мова мала деякий вплив на квенья та великий вплив на кхуздул
 ...Ауле вчив гномів мові, що була схожа на валарін...
А через кхуздул мова валарін мала вплив і на адунаік. Творець  Чорної говірки, Саурон, також використовував для своєї мови спотворений валарін.
На квенья самоназва валаріна передається як Ламбе Валарінва.

## Писемність
Винахідником писемності для валаріна вважається Руміл з Тіріона. Як казав Руміл, слова, а особливо імена на валаріні були дуже довгі - не менше 8 складів:
 ... Голоси Валар сильні й суворі, а також швидкі і невловимі, багато звуків нам важко повторити. Їх слова зазвичай довгі й стрімкі, як миготіння клинків, як вихор з листя, підхоплених сильним вітром, або каменепад у горах. 
Особливістю валаріна було те, що всі імена відомих Валар закінчувалися на звук -z:Тулукастаз — Тулкас, Улубоз — Ульм, Манавенуз — Манве і т.д.

## Фонетична структура валаріна
У валаріні існують близько 7 голосних (хоча насправді голосних звуків набагато більше), безліч приголосних — спірантів, три сибілянти, і два назальних звуки, а також 2 півголосних.

## Історія створення мови
Вважається, що як прототип валаріна Толкін вибрав  мову Стародавнього Вавилона. У свою чергу, за однією з версій легендаріума, валарін став прототипом праельфійської мови і, таким чином ця мова є, кореневою мовою усіх наступних ельфійських мов, говірок та діалектів.